# Terry Becker
Terry Becker, nato Solomon Becker (New York, 5 agosto 1921 – Los Angeles, 30 dicembre 2014), è stato un attore, regista e produttore televisivo statunitense.

## Filmografia parziale

### Attore

#### Cinema
- 10 in amore (Teacher's Pet), regia di George Seaton (1958) - non accreditato
- Duello a Forte Smith (The Fiend Who Walked the West), regia di Gordon Douglas (1958) - non accreditato
- Frenesia del delitto (Compulsion), regia di Richard Fleischer (1959) - non accreditato
- Code of Silence, regia di Mel Welles (1960)
- The Writer, regia di Chad Michael (2004)
- Neighborhood Watch, regia di Graeme Whifler (2005)
- Finishing the Game: The Search for a New Bruce Lee, regia di Justin Lin (2007)
- Infection: The Invasion Begins, regia di Howard Wexler (2011)

#### Televisione
- Starlight Theatre – serie TV (1950)
- Danger – serie TV (1951-1952)
- Robert Montgomery Presents – serie TV (1953)
- Man Against Crime – serie TV (1954)
- Studio 57 – serie TV (1955)
- Jane Wyman Presents The Fireside Theatre – serie TV (1955)
- Gunsmoke – serie TV (1956)
- Wire Service – serie TV, episodio 1x22 (1957)
- The Millionaire – serie TV (1958)
- The Silent Service – serie TV (1957-1958)
- Pursuit – serie TV (1958)
- Cimarron City – serie TV, episodio 1x18 (1959)
- Perry Mason – serie TV (1958-1960)
- Il tenente Ballinger (M Squad) – serie TV (1959-1960)
- Gli intoccabili (The Untouchables) – serie TV (1960)
- Ricercato vivo o morto (Wanted: Dead or Alive) – serie TV, episodio 3x13 (1960)
- The Asphalt Jungle – serie TV (1961)
- L'uomo del mare (Sea Hunt) – serie TV (1961)
- Lotta senza quartiere (Cain's Hundred) – serie TV (1962)
- The Gallant Men – serie TV, episodio 1x12 (1962)
- Bonanza – serie TV (1962)
- Ai confini della realtà (The Twilight Zone) – serie TV, episodio 5x26 (1964)
- Gli uomini della prateria (Rawhide) – serie TV (1959-1964)
- No Time for Sergeants – serie TV (1964-1965)
- Viaggio in fondo al mare (Voyage to the Bottom of the Sea) – serie TV (1965-1968)
- In Case of Emergency – serie TV (2007)

### Regista

#### Cinema
- The Thirsty Dead (1974)

#### Televisione
- Mod Squad, i ragazzi di Greer (The Mod Squad) – serie TV, 1 episodio  (1970)
- Love, American Style – serie TV, 2 episodi (1970-1971)
- Una moglie per papà (The Courtship of Eddie's Father) – serie TV, 1 episodio (1971)
- La famiglia Brady (The Brady Bunch) – serie TV, 1 episodio (1971)
- Room 222 – serie TV, 8 episodi (1969-1971)
- Missione impossibile (Mission: Impossible) – serie TV, 2 episodi (1970-1972)
- M*A*S*H – serie TV, 1 episodio (1972)
- Anna and the King – serie TV, 1 episodio (1972)

### Produttore
- The Thirsty Dead (1974) - non accreditato
- The Banana Company (1977) - Film TV
- Riding for the Pony Express (1980) - Film TV
- Savage in the Orient (1983) - Film TV
- Blade in Hong Kong (1985) - Film TV